# Мастер-Сатурн
«Мастер-Сатурн» — училище олимпийского резерва, базирующееся в Егорьевске (Московская область). Было основано в 2003 году при поддержке губернатора Московской области Бориса Громова.
До 1 июля 2005 года — школа-интернат. Училище воспитывает футболистов для клуба «Сатурн-2». На базе училища был создан любительский футбольный клуб «Мастер-Сатурн», в 2004—2009 и 2013—2019 годах выступавший в Первенстве и Кубке России среди ЛФК (III дивизион), зона «Московская область» (с 2013 года — под названием УОР № 5).

## Первенство и Кубок России среди ЛФК, зона «Московская область»

### Первенство Московской области
| Сезон | Группа/дивизион | Группа/дивизион     | Место    | И  | В  | Н | П  | М     |
| ----- | --------------- | ------------------- | -------- | -- | -- | - | -- | ----- |
| 2004  | Б               | Б                   | 6 из 18  | 34 | 19 | 8 | 7  | 81-35 |
| 2005  | Б               | Б                   | 6 из 14  | 26 | 13 | 5 | 8  | 58-34 |
| 2006  | Б               | Б                   | 4 из 16  | 30 | 18 | 6 | 6  | 93-26 |
| 2007  | Б               | Б                   | 5 из 18  | 34 | 20 | 5 | 9  | 71-35 |
| 2008  | А               | А                   | 12 из 16 | 30 | 7  | 7 | 16 | 39-66 |
| 2009  | А               | А                   | 11 из 16 | 30 | 9  | 6 | 15 | 39-53 |
|       |                 |                     |          |    |    |   |    |       |
| 2013  | Б               | Юг (4-е место из 8) | 8 из 16  | 21 | 10 | 2 | 9  | 60-34 |
| 2013  | Б               | стык. за 7-е место  | 8 из 16  | 2  | 0  | 1 | 1  | 3-4   |
| 2014  | А               | А                   | 11 из 15 | 30 | 8  | 5 | 15 | 51-67 |
| 2015  | А               | А                   | 9 из 14  | 26 | 10 | 1 | 15 | 45-44 |
| 2016  | А               | А                   | 9 из 16  | 30 | 13 | 5 | 12 | 68-48 |
| 2017  | А               | А                   | 10 из 16 | 30 | 15 | 0 | 15 | 70-49 |
| 2018  | А               | А                   | 3 из 15  | 28 | 17 | 2 | 9  | 72-39 |
| 2019  | А               | А                   | 7 из 16  | 30 | 14 | 8 | 8  | 80-48 |

### Кубок Подмосковья
| Турнир | 2006 | 2007 | 2008 | 2009  |      |
| Стадия | 1/16 | 1/8  | 1/4  | 1/16  |      |
|        |      |      |      |       |      |
| Турнир | 2013 | 2014 | 2015 | 2016  | 2018 |
| Стадия | 1/32 | 1/16 | 1/4  | финал | 1/4  |

## Первенство Московской области среди юношеских команд
Выпускники УОР «Мастер-Сатурн» выступают в первенстве Московской области среди юношеских команд.

### 2008
| Год рождения | Место   | В  | Н | П | О   |
| ------------ | ------- | -- | - | - | --- |
| 1991         | 1 из 10 | 16 | 0 | 2 | 48  |
| 1992         | 1 из 10 | 16 | 1 | 1 | 49  |
| 1993         | 1 из 10 | 18 | 0 | 0 | 54  |
| 1994         | 2 из 10 | 14 | 4 | 0 | 46  |
| Общее        | 1 из 10 | 61 | 5 | 6 | 188 |

### 2009
| Год рождения | Место   | В  | Н | П | О   |
| ------------ | ------- | -- | - | - | --- |
| 1992         | 2 из 10 | 14 | 3 | 1 | 45  |
| 1993         | 1 из 10 | 16 | 1 | 1 | 49  |
| 1994         | 1 из 10 | 17 | 1 | 0 | 52  |
| 1995         | 1 из 10 | 15 | 3 | 0 | 48  |
| Общее        | 1 из 10 | 62 | 6 | 4 | 192 |

### 2010
| Год рождения | Место   | В  | Н | П | О   |
| ------------ | ------- | -- | - | - | --- |
| 1993         | 1 из 10 | 17 | 0 | 1 | 52  |
| 1994         | 1 из 10 | 15 | 1 | 2 | 46  |
| 1995         | 1 из 10 | 12 | 3 | 3 | 39  |
| 1996         | 2 из 10 | 13 | 2 | 3 | 41  |
| Общее        | 1 из 10 | 57 | 7 | 8 | 178 |

## Юношеские турниры
Воспитанники «Мастер-Сатурна» разных возрастов на протяжении сезона участвуют в нескольких кубковых турнирах.

### Молодёжная футбольная лига
Команда УОР № 5 — участник молодёжного первенства среди клубов премьер-лиги и ЮФЛ сезонов 2020/21, 2021/22 (М-Лига), 2022/23, 2023, 2024 (Молодёжная футбольная лига, под названием «Мастер-Сатурн»).
Женская команда Мастер-Сатурн — участник женского молодёжного первенства среди клубов суперлиги (с 2023 года; также с 2023 года — участница отбора Первой лиги) и ЮФЛ-девушки/девочки.

### Всероссийское первенство по футболу среди юношеских сборных команд
В 2009 году турнир проходил среди юношей, родившихся в 1993 году. Сборная Подмосковья, которую в полном составе представляло училище Олимпийского резерва «Мастер-Сатурн», на турнире заняла третье место, проиграв в полуфинале сборной Москвы 1:3.
В 2015 году воспитанники УОР «Мастер-Сатурн», представляя сборную Московской области, стали вице чемпионами среди игроков 2000 года рождения, в финале уступили сборной Северо-Запада (3:0).

### Кубок России среди воспитанников специализированных футбольных учебных заведений
В 2009 году воспитанники УОР «Мастер-Сатурн» 1995 года рождения заняли второе место в кубке России среди юношей, победив в борьбе за выход в финальный турнир московский «Локомотив», а в финальном турнире проиграв тольяттинской «Академии», которая получила пятый кубок России подряд.
В 2010 году впервые в истории своего училища выиграли этот трофей, одолев в финале тольяттинских «академиков».

### Кубок Московской области среди юношей
В 2009 году воспитанники УОР «Мастер-Сатурн» завоевали четвёртый кубок подряд из четырёх разыгранных, победив в финале красногорский «Зоркий» с общим счётом 13:1 (6:1 в гостях и 7:0 дома).

### Юношеская футбольная лига
Команда УОР «Мастер-Сатурн» U-17 — участник проводящегося с сезона-2019/20 турнира Юношеской футбольной лиги.